# Destolmia hesychima
Destolmia hesychima är en fjärilsart som beskrevs av Turner 1922. Destolmia hesychima ingår i släktet Destolmia och familjen tandspinnare. Inga underarter finns listade i Catalogue of Life.